# Scopula puraria
Scopula puraria là một loài bướm đêm trong họ Geometridae.